# Димитър Пажев
Димитър Ангелов Пажев  е български офицер, майор.

## Биография
Димитър Пажев е роден в битолското село Радобор, тогава в Османската империя, в семейството на Ангел Пажев, който е убит на 23 април 1903 година по време на кланетата в Битолско след Солунските атентати. Учи в Солунската българска мъжка гимназия, където е начело на революционен кръжок заедно с Борис Сарафов, в който също влизат Константин Кондов, Тодор Саев, Гоце Делчев, Борис Дрангов и Петър Васков. През есента на 1890 година заедно със Сарафов и Димитър Думбалаков постъпва във Военното училище в София. Служи в Пловдив, където заедно с Иван Венедиков е деец на Македоно-одринската организация.
Участва в Балканската война като майор, в Петдесети пехотен полк. По време на Междусъюзническата война загива на 5 юли 1913 година в Битката при Калиманци.